# Liste des gratte-ciel de Johor Bahru
Depuis la construction de la Menara Public Bank en 1995, une trentaine d'immeubles de  100 mètres de hauteur et plus ont été construits à Johor Bahru dans le sud de la Malaisie. Les constructions sont très nombreuses. 8 gratte-ciel de plus de 200 mètres de hauteur y sont en construction dont un de plus de 300 mètres.

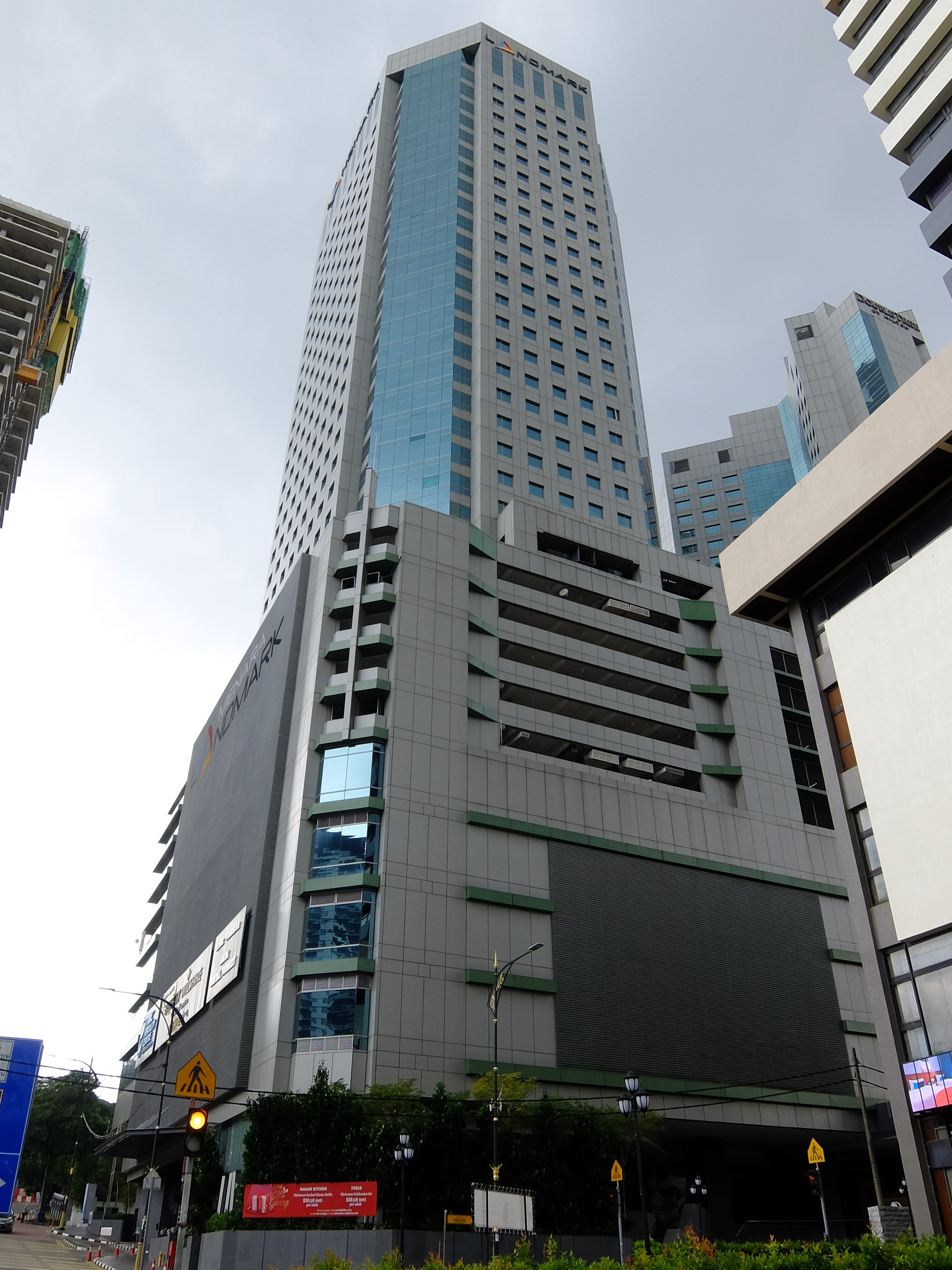
Menara Landmark

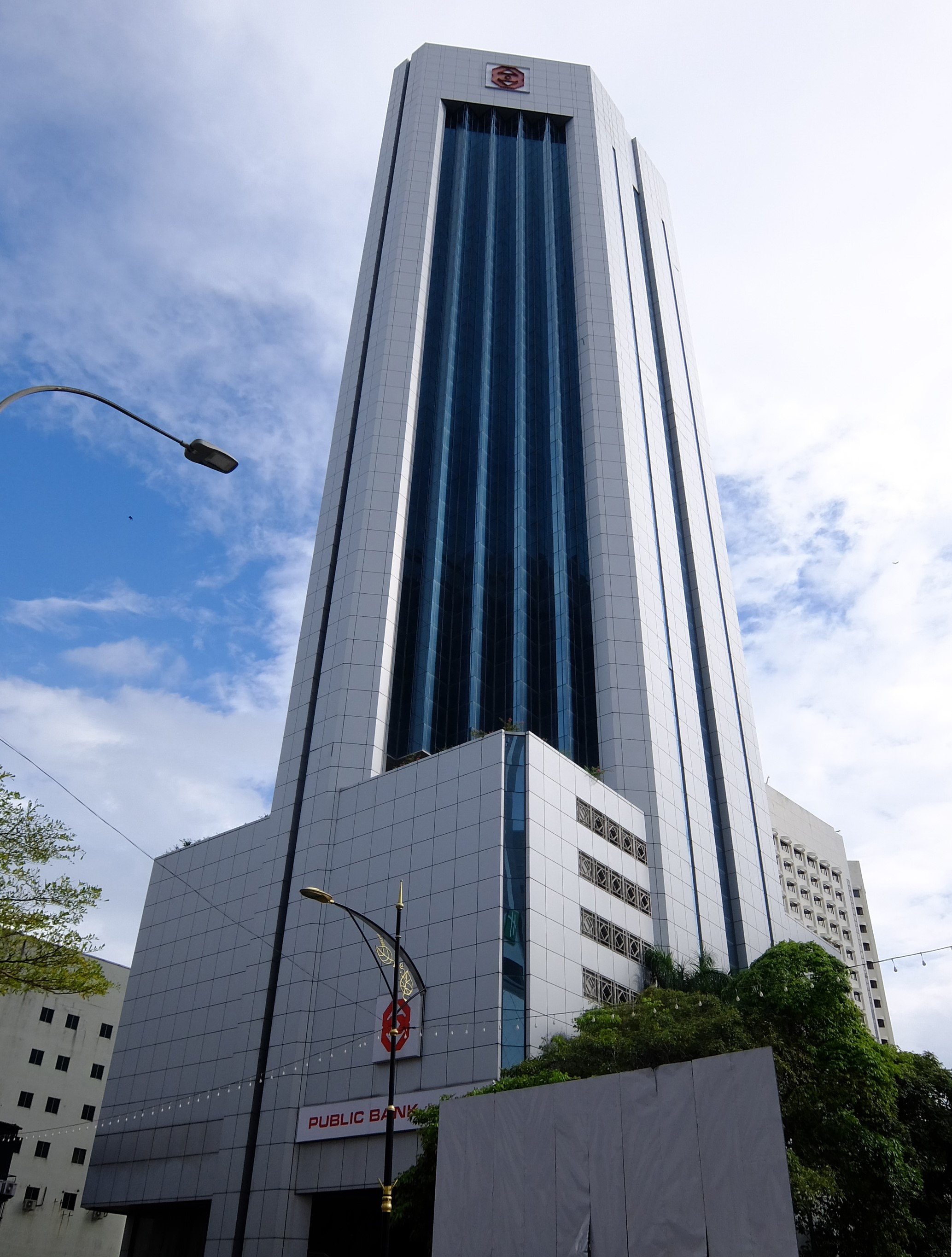
Menara Public Bank (Johor Bahru)

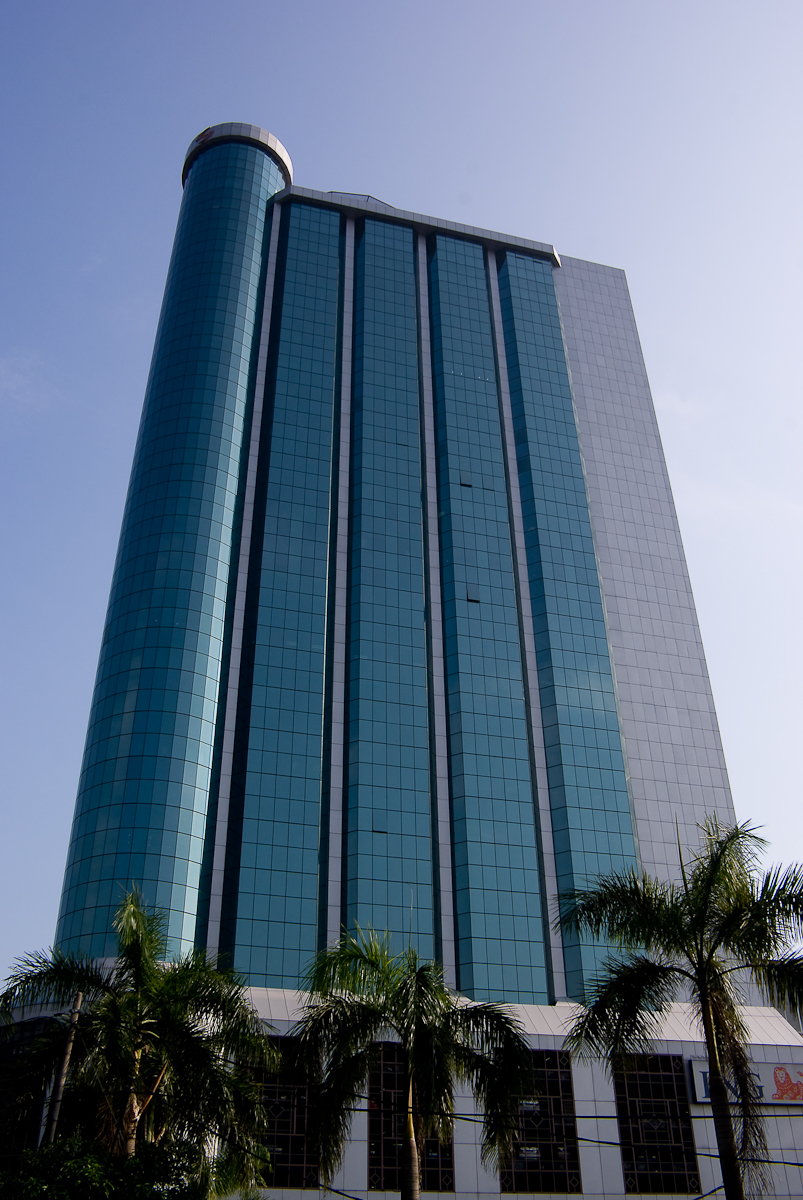
Menara Msc Cyberport

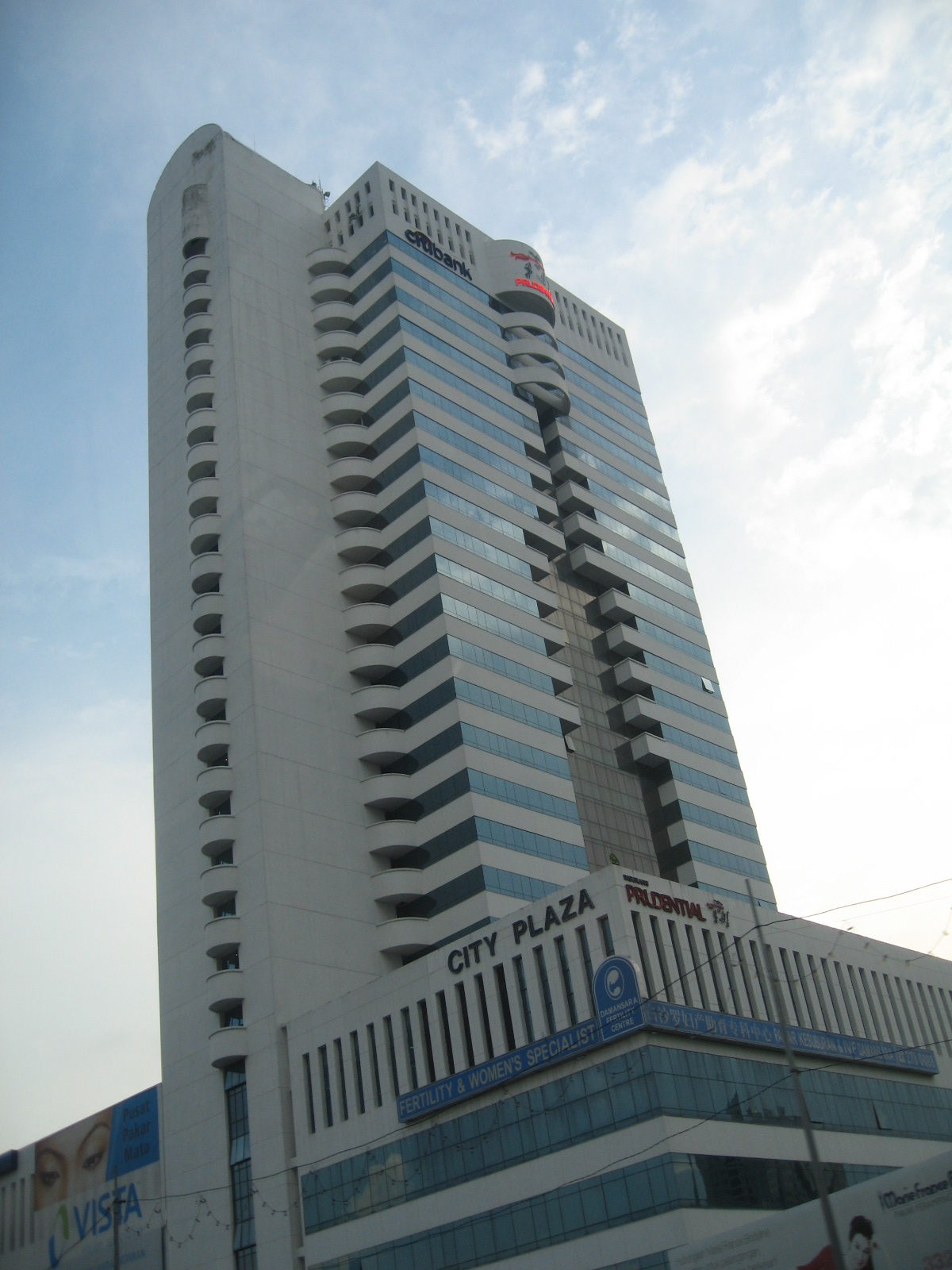
City Plaza

En novembre 2015 la liste des immeubles d'au moins 100 mètres de hauteur y est la suivante d'après Emporis 
| Rang | Nom                              | Hauteur | Étages | Année |
| ---- | -------------------------------- | ------- | ------ | ----- |
| 1    | Menara Landmark                  | 161 m   | 35     | 1998  |
| 2    | The Peak 1                       | 160 m   | 41     | 2015  |
| 2    | The Peak 2                       | 160 m   | 41     | 2015  |
| 4    | Tropicana Danga Bay 1            | 148 m   | 37     | 2015  |
| 5    | KSL City Residential             | 140 m   | 35     | 2014  |
| 5    | Johor Bahru City Square          | 140 m   | 35     |       |
| 7    | Sky Trees Premium Suites 1       | 128 m   | 32     | 2014  |
| 7    | Sky Trees Premium Suites 2       | 128 m   | 32     | 2014  |
| 9    | Metropolis Tower                 | 124 m   | 31     |       |
| 10   | Wadihana Condominium             | 120 m   | 30     |       |
| 10   | Sky Suites Meldrum Hill          | 120 m   | 30     | 2015  |
| 10   | Menara Public Bank (Johor Bahru) | 120 m   | 30     | 1995  |
| 10   | Indah Samudra I                  | 120 m   | 30     |       |
| 14   | Tropicana Danga Bay 2            | 116 m   | 29     | 2015  |
| 14   | Menara Msc Cyberport             | 116 m   | 29     | 1995  |
| 16   | Grand Paragon Hotel              | 112 m   | 28     | 2010  |
| 16   | Grand Continental Johor Bahru    | 112 m   | 28     |       |
| 18   | Sky Suites 1                     | 108 m   | 27     | 2012  |
| 18   | Molek Pine Apartment 3           | 108 m   | 27     | 2013  |
| 18   | KSL City Hotel 1                 | 108 m   | 27     | 2014  |
| 18   | KSL City Hotel 2                 | 108 m   | 27     | 2014  |
| 18   | MAA Building                     | 108 m   | 27     | 2003  |
| 18   | The Embassy Suites               | 108 m   | 27     | 2006  |
| 24   | Sky Suites 2                     | 104 m   | 26     | 2012  |
| 24   | New York Hotel                   | 104 m   | 26     |       |
| 24   | City Plaza                       | 104 m   | 26     |       |
| 24   | Tun Abdul Razak Complex          | 104 m   | 26     |       |
| 28   | Aloha Tower 1                    | 100 m   | 25     |       |
| 28   | Johor Tower                      | 100 m   | 25     |       |